# Krwawa niedziela (Irlandia Północna 1972)
Krwawa niedziela (ang. Bloody Sunday, irl. Domhnach na Fola) – określenie wydarzeń z 30 stycznia 1972 roku, kiedy to w Londonderry w Irlandii Północnej żołnierze brytyjscy z 1 Pułku Spadochronowego zabili 13 uczestników (czternasty zmarł cztery i pół miesiąca później w wyniku odniesionych ran) pokojowego marszu protestacyjnego przeciwko prawu umożliwiającemu internowanie każdego Irlandczyka podejrzanego o terroryzm oraz przeciwko zakazowi organizowania demonstracji i zgromadzeń publicznych.

## Geneza i przebieg zdarzeń
Do stycznia 1972 unionistyczny rząd Irlandii Północnej we współpracy z władzami brytyjskimi prowadził politykę opartą na zwiększaniu obecności militarnej na terenie kraju. Policja ulsterska została ponownie wyposażona w broń, a także otrzymała zezwolenie na internowanie każdego obywatela podejrzanego o terroryzm.
Na początku 1972 roku Northern Ireland Civil Rights Association zaplanowało, pomimo panującego zakazu, publiczną manifestację przeciwko internowaniu. 30 stycznia mieszkańcy katolickiej dzielnicy Londonderry, Bogside, wyszli na ulicę w przeszło ośmiotysięcznym marszu. Przewodzili im katoliccy działacze na rzecz praw obywatelskich, na czele z członkiem parlamentu Ivanem Cooperem. Władze znały planowaną trasę marszu i postanowiły powstrzymać demonstrantów przed wejściem na plac ratuszowy (ang. Guildhall Square). Żołnierze brytyjskich oddziałów spadochronowych użyli armatek wodnych oraz gazu łzawiącego w celu rozpędzenia manifestantów, co rozemocjonowało tłum. Po kilku minutach na miejsce przyjechało dodatkowych osiem samochodów pancernych z żołnierzami.
Żołnierze otoczyli demonstrantów. Padły strzały. Po kolejnej salwie tłum wpadł w panikę. W wyniku nieoczekiwanej strzelaniny zginęło 13 protestujących, zaś 16 odniosło rany.

## Skutki incydentu
Wydarzenia w Derry wzbudziły oburzenie irlandzkich katolików. W Dublinie doszło do masowej demonstracji przed gmachem ambasady brytyjskiej, podczas której budynek został uszkodzony w wyniku obrzucania kamieniami i butelkami zapalającymi. Premier Republiki Irlandii Jack Lynch potępił decyzje władz brytyjskich, określając je zamierzonym i wyrachowanym atakiem na demonstrantów. Irlandia odwołała swojego ambasadora z Londynu, a następnie za pośrednictwem wyznaczonego chargé d’affaires złożyła protest w brytyjskim Foreign Office.
Incydent doprowadził również do eskalacji przemocy i fali aktów terrorystycznych ze strony IRA w Irlandii Północnej. Zaowocowało to wprowadzeniem w miejsce lokalnego rządu w Belfaście bezpośrednich rządów (ang. direct rule) z Londynu, które trwały do 1998 roku.

## Kontrowersje
Generał Robert Ford, dowódca sił brytyjskich, oświadczył po incydencie: Akcja przebiegała gładko. Nasi żołnierze zostali zaatakowani ogniem karabinowym i bombami z kwasem z rejonu Rossville; wystrzelono do nich około 20 pocisków. Odpowiedzieli na ten ogień przynajmniej dwukrotnie. Stało to w sprzeczności z zeznaniami świadków, oskarżającymi Brytyjczyków o otwarcie ognia w kierunku nieuzbrojonych demonstrantów. Doktor Raymond McClean, który z polecenia prymasa Irlandii Williama Conwaya był obecny przy oględzinach zwłok 13 ofiar orzekł, iż pięcioro z nich zginęło od postrzału w plecy. Sześciu z zastrzelonych miało po 17 lat.

## Śledztwa
1 lutego 1972 premier Edward Heath powołał komisję pod przewodnictwem Lorda Najwyższego Sędziego Anglii i Walii, Johna Widgery, mającą na celu przeprowadzenie śledztwa w sprawie incydentu w Derry. W raporcie opublikowanym 19 kwietnia określiła ona, iż żołnierze brytyjscy zostali sprowokowani przez demonstrantów do otwarcia ognia. Tym samym obarczyła ona odpowiedzialnością za przebieg wydarzeń organizatorów manifestacji.
W 1998 rozpoczęto drugie śledztwo pod przewodnictwem Lorda Saville of Newdigate, znane pod nazwą „Bloody Sunday Inquiry” (lub jako Raport Saville’a, ang. „Saville Report”). Po 12-letnim dochodzeniu, raport Saville’a został podany do publicznej wiadomości 15 czerwca 2010; było to najdłuższe śledztwo w historii Wielkiej Brytanii. Raport zawierał wnioski, mogące skutkować postępowaniem karnym dla niektórych żołnierzy biorących udział w zajściach. W sprawozdaniu stwierdza się, że wszystkie strzały były oddane do nieuzbrojonych ludzi, oraz że były „nieuzasadnione i nieusprawiedliwione”. Jednocześnie z publikacją raportu Saville’a, brytyjski premier David Cameron, złożył formalne przeprosiny w imieniu Wielkiej Brytanii.

## Lista ofiar[6]

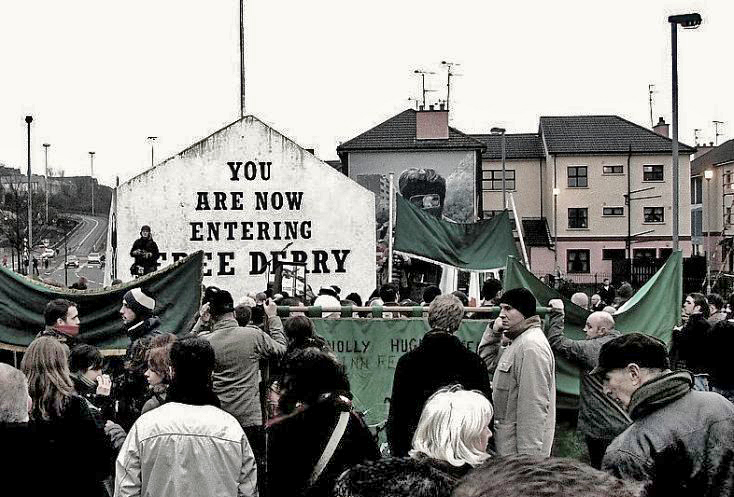
Manifestacja w 35. rocznicę „krwawej niedzieli”, styczeń 2007

- Jack Duddy, lat 17, zastrzelony na podwórku przy Rossville Street.
- Michael Kelly, lat 17, ranny w brzuch umarł przy wejściu do Glenfada Park.
- James Wray, lat 22, zraniony gdy przebiegał z Glenfada Park do Abbey Park, rana śmiertelna.
- Gerald McKinney, lat 35, zginął od postrzału w kark.
- Gerald Donaghy, lat 17, postrzelony w brzuch przy Abbey Park, zmarł. Był członkiem Fianna Éireann(inne języki), organizacji młodzieżowej powiązanej z IRA[6].
- William McKinney, lat 26, zastrzelony gdy pochylał się nad rannym Geraldem McKinney w Glenfada Park.
- John Young, lat 17, zmarł postrzelony w głowę.
- Michael McDaid, lat 20, postrzał w twarz.
- William Nash, lat 19, śmiertelny postrzał w kark.
- Patrick Doherty, lat 31, został zastrzelony kulą, która przeszyła jego ciało od krzyża i wyszła karkiem. Z zeznań żołnierza wynikało, że Doherty był uzbrojony w pistolet, jednakże badania kryminalistyczne tego nie wykazały[7].
- Bernard McGuigan, lat 41, zginął na miejscu od postrzału w tył głowy.
- Hugh Gilmour, lat 17, zginął od kuli.
- Kevin McElhinney, lat 17,  kula trafiła go w okolicach krzyża i wyszła niedaleko ramienia.
- John Johnston, czternasta ofiara krwawej niedzieli, zmarł w wyniku odniesionych ran.

## Krwawa niedziela w kulturze popularnej
W czerwcu 1972 roku John Lennon i Yoko Ono, na płycie zatytułowanej Some Time in New York City, nagrali utwór Sunday Bloody Sunday zainspirowany wydarzeniami krwawej niedzieli. Na płycie tej znajduje się również utwór The Luck of the Irish, który porusza całościowo temat konfliktu w Irlandii Północnej.
25 lutego 1972, kilka tygodni po tym wydarzeniu Paul McCartney z zespołem Wings wydał singiel „Give Ireland Back to the Irish”, piosenka została natychmiast zakazana we wszystkich brytyjskich mediach i w Radiu Luksemburg. Utwór został nagrany 1 lutego 1972, dwa dni po krwawej masakrze.
Zespół U2 na swojej płycie War zamieścił utwór pt. „Sunday Bloody Sunday” odnoszący się do wydarzeń z tego dnia. Pomimo licznych zapewnień członków zespołu, że piosenka jest pacyfistyczna i nie ma na celu nawoływania do walki, część radykałów z Irlandzkiej Armii Republikańskiej posługuje się nią jak hymnem.
Na podstawie historii „krwawej niedzieli” powstał w 2002 roku film Paula Greengrassa Krwawa niedziela, który nagrodzony został Złotym Niedźwiedziem na festiwalu w Berlinie.
„Krwawa niedziela”, jak i cały konflikt Irlandii Północnej z Wielką Brytanią, są obecne w fabule serialu Derry Girls.